# L'Eau froide
Pour plus de détails, voir Fiche technique et Distribution.
L'Eau froide, version longue du téléfilm La Page blanche, est un film français réalisé par Olivier Assayas, sorti en 1994. Le film, sélectionné lors du Festival de Cannes 1994 dans la section Un certain regard, a été réalisé pour la série Tous les garçons et les filles de leur âge commandée par Arte.
L'Eau froide, titre tiré de la dernière scène du film, baigne dans un univers de musique américaine des années 1970, avec notamment des classiques de Bob Dylan, Leonard Cohen, Creedence Clearwater Revival, Janis Joplin et Alice Cooper.

## Synopsis
1972. Gilles et Christine forment un jeune couple mal dans leur peau. En prise avec des difficultés familiales (des parents divorcés), ils finissent par décider, Christine convainquant Gilles, de fuguer ensemble vers une hypothétique communauté d'artistes vivant dans le Sud de la France, en Lozère.

## Fiche technique
- Titre : L'Eau froide
- Titre international : Cold Water
- Réalisation et scénario : Olivier Assayas, sur une idée de Chantal Poupaud
- Montage Son : Michel Klochendler
- Musiques additionnelles : Marie Guesnier
- Pays d'origine : France
- Producteurs : Paul Rosenberg et Georges Benayoun
- Société de production : IMA Productions
- Soutiens à la production : MEDIA, aide GRECO et le CNC
- Productrice associée : Chantal Poupaud
- Producteurs délégués : Elisabeth Deviosse et Françoise Guglielmi
- Productrice exécutive : Yannick Casanova
- Sociétés de distribution : Pan-Européenne et Finnkino
- Photographie : Denis Lenoir
- Montage : Luc Barnier
- Décors : Gilbert Gagneux
- Costumes : Françoise Clavel
- Directeur de production : Sylvie Barthet
- Format : couleurs - 1,85:1 - 16 mm (tournage)[1] - 35 mm (projection)[2]
- Pays d'origine :  France
- Langues : français, anglais et hongrois
- Visa d'exploitation n°85949
- Box-office France : 24 789 entrées[3]
- Son : Dolby
- Genre : drame
- Durée : 92 minutes
- Date de sortie : 6 juillet 1994
- Date de sortie DVD : 11 octobre 2005
- Box-office Belgique : 2 311 entrées[4]

## Distribution
- Virginie Ledoyen : Christine
- Cyprien Fouquet : Gilles
- László Szabó : le père de Gilles
- Jean-Pierre Darroussin : l'inspecteur
- Dominique Faysse : la mère de Christine
- Mathieu Mardoukhaev : le frère de Gilles
- Jackie Berroyer : le père de Christine
- Jean-Christophe Bouvet : le professeur
- Ilona Györi : Marie
- Renée Amzallag : l'infirmière
- Jérôme Simonin : le vendeur de dynamite
- Laetitia Lemerle : Corinne
- Alexandra Yonnet : la copine au blouson
- Caroline Doron : la copine blessée
- Laetitia Giraud : Christiane
- Marguerite Vial : une fumeuse
- Julien Legros : un danseur
- Smaïl Mekki : Mourad
- Lorànt Deutsch : un étudiant à la fête
- Louis Barnier :
- Djamel Bensalah :
- Ludovic Berthillot :
- Vladimir Cagnolari :
- Anne-Lise Calvez :
- Mathias Grandidier :
- Leila Guérémy :
- Laurent Jacquet :
- Christophe Loir :
- Yann Richard :
- Romuald Rodriguez-Lopez :
- Aurélie Sabatier :

## Récompenses et distinctions

### Nominations
- Césars du cinéma 1995 : César du meilleur jeune espoir féminin pour Virginie Ledoyen[5]
- Festival international du film indépendant de Bordeaux 2012 : nomination pour Olivier Assayas (rétrospective qui lui est dédiée)

### Sélections
- Festival de Cannes 1994 : sélection Un certain regard[6] pour Olivier Assayas
- Festival du film de New York 1994 : en sélection[7]

## Production

### Genèse et scénario
C'est après l'échec public d'Une nouvelle vie, précédent film d'Olivier Assayas, que Chantal Poupaud lui propose de réaliser un film dans la série Tous les garçons et les filles de leur âge. Cet échec lui impose de renouveler son cinéma et lui donne l'idée qu'il doit oser davantage.
Le cahier des charges de la série demande de réaliser un film sur l'adolescence, dans une période laissée au choix du réalisateur entre les années 1960 et les années 1990 en utilisant la musique rock de l'époque,  et en incluant au moins une scène de fête. Chaque film doit durer environ une heure et dispose d'un budget d'environ cinq millions de francs, le tournage (en super 16) ne devant pas excéder vingt-cinq jours. La Page blanche, version courte de L'Eau froide constitue le quatrième téléfilm de la série, venant après Portrait d'une jeune fille de la fin des années 60 à Bruxelles de Chantal Akerman, qui se passe en 1968 et avant Paix et Amour de Laurence Ferreira Barbosa qui se déroule au milieu des années 1970. Deux autres films de la série sont sortis en salle en version longue, Les Roseaux sauvages d'André Téchiné et Trop de bonheur de Cédric Kahn.

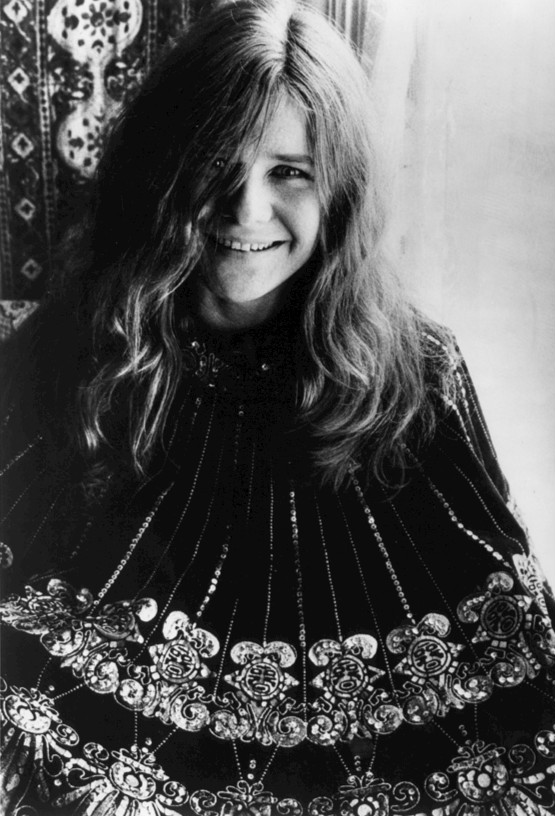
Janis Joplin, dont un morceau entier ouvre la séquence de fête du film, séquence écrite à partir des morceaux de musique.

La période choisie par Olivier Assayas est la période de sa propre adolescence, qu'il abordera aussi dans son livre Une adolescence dans l’après-Mai, adapté par la suite dans son film Après Mai[réf. nécessaire] sorti en 2012. Le réalisateur a connu certaines difficultés lors de l'écriture du film : après une période très enthousiaste où il collectionne les anecdotes sur son adolescence, il se sent « au pied du mur » lorsqu'il s'agit d'écrire véritablement le scénario, gêné par la complaisance qu'il y a dans l'écriture autobiographique. Il décide finalement de garder quelques éléments directement inspirés de sa jeunesse, mais de suivre avant tout ses personnages, en s'appuyant sur cette période qu'il a « vécue et aimée ». La séquence de fête, qui dure plus de la moitié du film, a été écrite en fonction des choix musicaux du réalisateur : il savait dès l'écriture qu'elle commencerait sur Me and Bobby McGee de Janis Joplin, qu'elle connaîtrait « un moment d'exaltation » avec un morceau de Creedence Clearwater Revival et se finirait sur Janitor of Lunacy de Nico. Le réalisateur considère que la dramaturgie de la séquence vient de la musique, il souhaitait utiliser les morceaux en entier « afin qu'ils aient le temps d'exister en tant que tels ».
Dès la lecture du scénario du film d'Olivier Assayas, Arte constate qu'il s'agit d'un long métrage. La chaîne demande au cinéaste de retravailler pour respecter la commande qui est celle d'un téléfilm d'environ une heure, mais il garde en tête son idée de départ. Finalement, deux versions seront faites. Selon Olivier Assayas, la version cinéma montre « Christine vue par Gilles » tandis que le téléfilm, La Page blanche est plus resserré sur le personnage féminin, Le Monde considère qu'elle est un « concentré » du long métrage.

### Casting
Le faible budget de cette série interdit aux réalisateurs d'engager des acteurs connus, et comme les personnages principaux sont des adolescents, la plupart des acteurs sont débutants. Olivier Assayas soulignera la forte motivation de ses acteurs non professionnels ainsi que la générosité et l'intérêt dont ils font preuve « sans velléité de carrière ». Il craint d'avoir du mal à régler les scènes avec eux, de devoir tout leur expliquer parce qu'ils ne sauraient par exemple pas comment se placer par rapport à la lumière mais le fait de tourner avec une caméra légère lui permet de simplement laisser ses acteurs libres et de s'adapter à eux.
Pour le rôle de Christine, le réalisateur hésite un temps à engager Virginie Ledoyen, d'une part parce qu'elle est « plus jolie » que ce qu'il imagine pour le personnage, d'autre part car elle est déjà actrice : elle a par exemple tenu le rôle-titre du film Mima de Philomène Esposito sorti en 1991. Sa maturité et son caractère le convainquent finalement qu'elle est plus le personnage que toutes les autres jeunes filles qu'il a vues pour ce rôle.

### Lieux detournage
(liste non exhaustive)

Le Vésinet (Yvelines), le Gibus (Paris), le Marquee Club (Londres), lycée Blaise-Pascal d'Orsay, département de la Lozère et le centre hospitalier de Ville-Évrard (source : générique)

### Musiques additionnelles
Source : IMDb
- Avalanche de Leonard Cohen
- Me and Bobby McGee de Janis Joplin
- Up Around the Bend de Creedence Clearwater Revival
- Janitor of Lunacy de Nico
- Virginia Plain de Roxy Music
- Knockin' On Heaven's Door de Bob Dylan
- School's Out d'Alice Cooper
- Easy Livin' d'Uriah Heep
- Cosmic Wheels de Donovan

## Accueil du film

### Long métrage
À sa sortie, le film est d'abord interdit aux mineurs de moins de 16 ans. Cette décision est prise par le ministre de la culture Jacques Toubon durant une période de vacance à la tête de la commission de classification des œuvres cinématographiques, entre la fin du mandat de son président et l'arrivée du suivant. Ce type de décision n'entre en effet habituellement pas dans les attributions du ministre. Cette décision est prise par le ministre après consultation de sa conseillère cinéma et de son directeur de cabinet, sans qu'ils aient vu le film, sur recommandation d'une sous-commission de la commission de classification et en l'attente de la décision de la commission en session plénière. La raison invoquée par le ministre est le fait que le film aborde le suicide des adolescents. Le journal Le Monde, tout en constatant que cette décision est le résultat « d'une accumulation d'anomalies administratives plus que d'une volonté affirmée d'escamoter une œuvre saluée par la critique » qualifie cette décision de « censure, ». Le journaliste du Monde, Thomas Sotinel rappelle que le suicide des jeunes est le thème de nombreuses œuvres d'art et trace une filiation entre ce film et les livres de Goethe ou les musiques de Nirvana. Il souligne que le message à l'égard des cinéastes qui voudront par la suite aborder ce thème est « inquiétant » et écrit que « décider de le mettre hors d'atteinte des spectateurs mêmes auxquels il s'adresse, c'est faire acte de mépris à l'endroit du public et du réalisateur ».
Le 11 juillet, lors de sa réunion, la commission de classification demande la levée de l'interdiction qui est suivie par Jacques Toubon.
Le film fait peu d'entrées en France sortant durant un été difficile pour le cinéma français. Le Monde note qu'au 25 août il ne totalise que 23 000 entrées sur Paris malgré un bon début à 8 500 entrées dans six salles seulement la première semaine.

### Téléfilm
Le journal Le Monde juge que « rarement des personnages ont donné l'impression d'exister autant par eux-mêmes » et vante la fluidité de la caméra capable de saisir les corps et les regards des adolescents, évoquant en parlant du film aussi bien Philippe Garrel que Raymond Depardon.
Lors d'un rediffusion du téléfilm en 1999, le même journal estime que ce film « restitue avec beaucoup de justesse l'urgence et la fébrilité de l'adolescence » et loue la qualité du jeu des acteurs.

## Autour du film
- Premier rôle au cinéma pour Lorànt Deutsch.
- Premier rôle au cinéma pour Djamel Bensalah.
- Un extrait du livre Wichita Vortex Sutra d'Allen Ginsberg est lu dans le film (source : générique).
- On peut remarquer dans le film une diffusion télévisée de l'émission Top à Guy Bedos et Sophie Daumier du 28 octobre 1972 (source : générique).
- Dans une des scènes, on aperçoit une voiture Renault 9, fabriquée à partir de 1981 alors que l'action du film est censée se dérouler en 1972.